# Paphlagonien

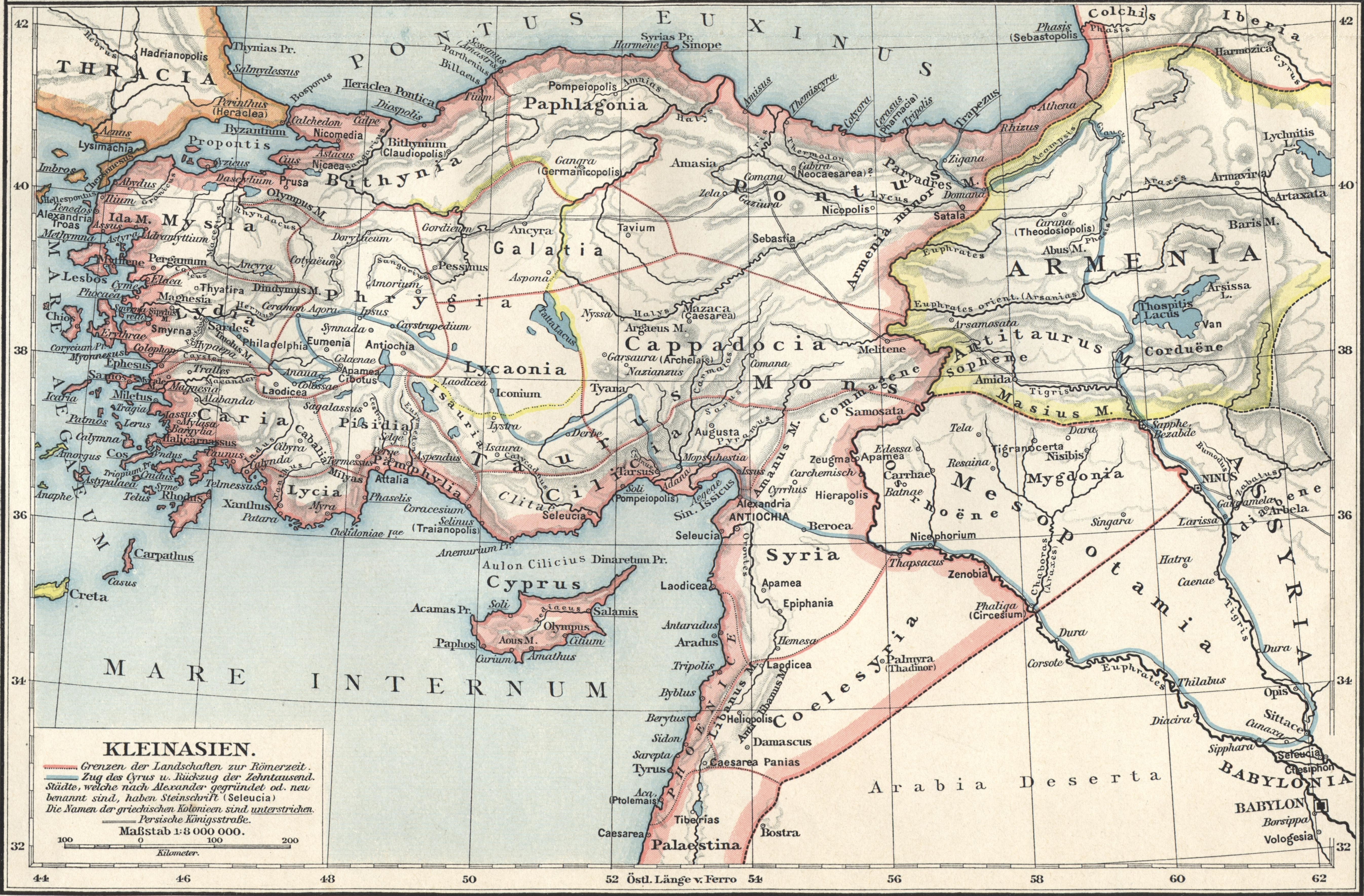
Kleinasien in der Antike

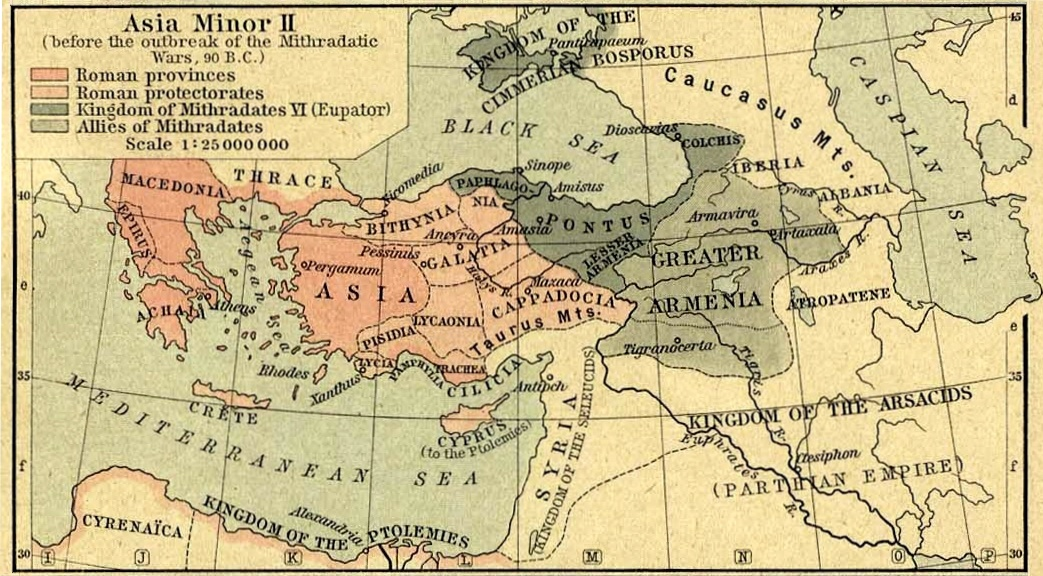
Römische Provinz Paphlagonien 90 v. Chr.

Paphlagonien 842 n. Chr.

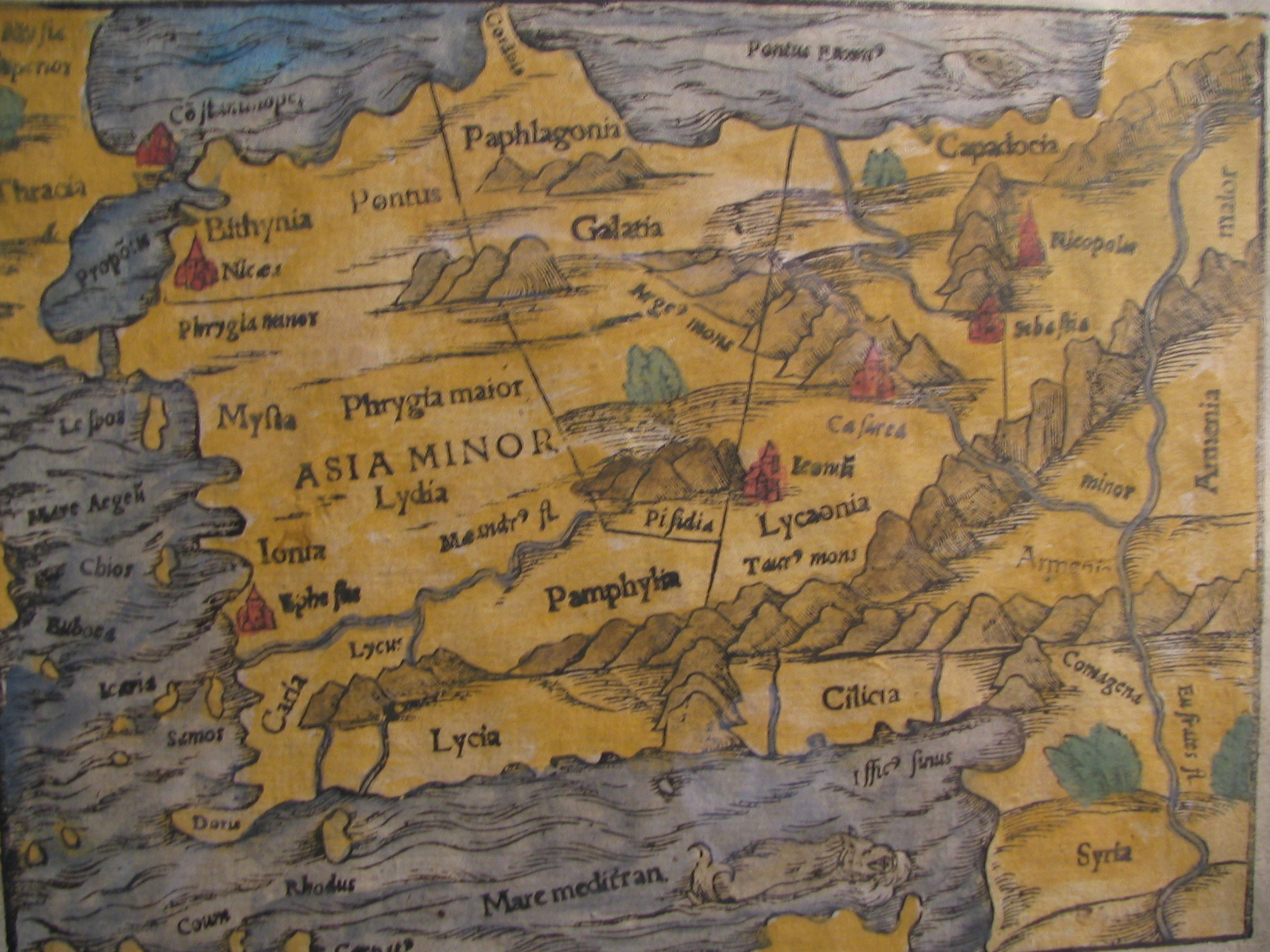
Eine Karte von Kleinasien aus dem 15. Jahrhundert zeigt die Landschaft Paphlagonien im Norden

Paphlagonien ist der antike Name einer Landschaft am Schwarzen Meer, an der mittleren Nordküste Kleinasiens mit einer Ausdehnung von etwa 100 × 400 km. Im Westen grenzte es an Bithynien, im Osten an Pontus, im Süden an Phrygien und Kappadokien. Die griechische Bezeichnung Paphlagonia rührt nach antiker Überlieferung vom Stamm der Paphlagonier her, aus dem angeblich die Eneti / Veneti hervorgingen. Im Gegensatz zu seinen östlichen und westlichen Nachbarn war Paphlagonien nur ein Landschaftsname und bildete keine politische Einheit.

## Geschichte
Zur Zeit des Hethiterreiches lag in Teilen der späteren Landschaft Paphlagonien das zum Hethiterreich gehörende Land Pala. Seine Bewohner, die Palaer sind wie die Hethiter und Luwier aus indoeuropäischen Zuwanderern hervorgegangen, die vermutlich im 3. Jahrtausend v. Chr. nach Kleinasien eingewandert waren. Ab dem 15. Jahrhundert v. Chr. werden in hethitischen Quellen die ebenfalls im späteren Paphlagonien ansässigen Kaškäer erwähnt, die vermutlich eine nicht-indoeuropäische Sprache verwendeten und traditionell Feinde der Hethiter waren.
Spätestens im 7. Jahrhundert v. Chr. begannen vor allem griechische Ionier aus Milet an der Schwarzmeerküste zu siedeln. Bereits längere Zeit bestanden zuvor bereits Handelskontakte zwischen Griechen und Bewohnern Nordanatoliens. Um 500 v. Chr. wurde der Süden des Gebietes dem Perserreich angegliedert und später Teil des Königreiches Pontos. Durch Pompeius kam die Küstenregion zum Römischen Reich. Dessen stärkster Gegner war der pontische König Mithridates VI. Eupator (121–63 v. Chr.), der Rom erst 85 v. Chr. nach mehreren Kriegen unterlag.
Im Jahr 64 v. Chr. gründete Pompeius sieben neue Städte im vormals von kleinen Fürstentümern geprägten Landesinneren und vereinte die Region mit Bithynien zur Provinz Bithynia et Pontus. Die wichtigste der neuen Städte war Pompeiopolis, die bis ins frühe Mittelalter hinein politisches und wirtschaftliches Zentrum Zentralpaphlagoniens blieb. Die wichtigste Stadt an der Küste und der einzig gute Hafen war Sinope.
Mit Augustus und seiner „Pax Romana“ begann um die Zeitenwende eine Blütezeit, die bis Kaiser Trajan und Hadrian im 2. Jahrhundert n. Chr. anhielt. Bei der Verwaltungsreform des Kaisers Diokletian 295 wurde die Provinz Bithynia et Pontus in die Provinzen Bithynia, Paphlagonia und Diospontus geteilt, und 384/7 wurden Teile Paphlagonias zur neuen Provinz Honorias geschlagen.
Seit der Spätantike war Paphlagonien Teil des byzantinischen Reiches. Das Vordringen der turkmenischen Seldschuken begann im 11. Jahrhundert mit der Schlacht von Manzikert im Jahr 1071. Das Zentrum des Reiches der Rum-Seldschuken war Ikonion (das heutige Konya) im Süden. Paphlagonien wurde zum Grenzgebiet. Die Küstenregion befand sich in byzantinischer Hand, das Binnenland war zwischen Byzantinern und Seldschuken umkämpft. 1204 wurde während des Vierten Kreuzzugs Konstantinopel durch die Kreuzfahrer erobert, die dort anstelle des byzantinischen ein Lateinisches Kaiserreich gründeten. In den entfernten Provinzen bildeten sich als Reaktion darauf byzantinische Nachfolgestaaten, so das Kaiserreich Trapezunt. Dieses dehnte sich zunächst in Richtung auf Konstantinopel entlang der Südküste des Schwarzen Meeres aus und umfasste auch Paphlagonien. Diese Ausdehnung wurde aber nach wenigen Jahren durch das Kaiserreich Nikaia, einen weiteren byzantinischen Nachfolgestaat gestoppt und die trapezuntinischen Kaiser nach Osten zurückgedrängt. Etwa gleichzeitig fiel Paphlagonien mit der Hafenstadt Sinope an die Rum-Seldschuken. In der Folgezeit verlor sich der Namen Paphlagonien.

## Wichtigste Städte
- Gangra (Çankırı)
- Hadrianopolis
- Kastamon (Kastamonu)
- Kytoros (Gideros, Dorf Kalafat, Cide (Kastamonu))
- Pompeiopolis
- Sesamos, später Amastris (Amasra)
- Sinope (Sinop)
- Stephane (Istifan)

## Römische Auxiliareinheiten
In der römischen Kaiserzeit wurden die folgenden Auxiliareinheiten auf dem Gebiet Paphlagoniens rekrutiert:
- Cohors I Ulpia Paphlagonum
- Cohors II Ulpia Paphlagonum
- Cohors III Ulpia Paphlagonum